# 摩星嶺海傍村
海傍村位於五零年代的域多利道。

## 歷史
在1950年代，沿着域多利道，在近堅尼地城段，在山的一邊，建有一平房區，名叫公民村 ，村屋以水泥建成，分為一區、二區至五區。在三區對面的海傍，零星的散佈着二三十間木屋，居民都互相認識，無水無電，生活簡樸。小孩在山邊捉荔枝蟬，捉金絲貓（一種小蜘蛛），在海邊游水、鈎魚、捉蟹，倒也多采多姿。1960年初，大東倉失火，政府在三區海傍，找到一塊地，讓十八伙的火災居民，分兩面，以排屋型式，建成了十八間木屋，當時就命名十八間，十八間連接了三區及四區的木屋區。接着在各區僭建木屋的人越來越多，在三區木屋中，有人開了一間士多，取名永正，在四區亦有一間，名叫松記，都是賣日用品，汽水飮品及零食，當時居民仍未有水電供應，士多的冰櫃是燒火水的，相信見過這種不用電的冰櫃的人不多。士多成了居民聚集及交流的地方，有感於居民得不到郵遞服務，或可能由於生意上的需要，永正士多的東主，在域多利道的路傍，樹立了一個信箱，寫上海傍村信箱，自此以後，居民用海傍村及自己本屋的門牌號碼，就可以經海傍村信箱接收信件，信件是由永正士多的東主收取，放在士多一掛箱中，居民自己要到士多查看是否有寄給自己的信件。此後，區內居民集體向電力公司申請供電，向電話公司申請接線，及與政府部門的接觸，都用上海傍村之名。漸漸地海傍村之名就被確認了。
香港醫學博物館有資料記載，香港自1894年起，鼠疫（黑死病）為患十多年，死了很多人。當時疫區中心在上環的太平山街。政府派人四出搜查病患者，將他們送到西區的病院，又或是海中心的一隻病船隔離（沒法醫治，只是等待死亡）。待人死後就掉到摩星嶺山邊埋葬，相信是一處亂葬岡。在海傍村通往海邊的通道中，有一個很大面積的平台，平台週圍，以花岡石砌成，沒有人知道為什麽在這海傍山邊，建造這一平台。但有一居住在平台傍老街坊常埋怨大雨過後，會有人骨從臺內被沖出來。以此推論，亂葬岡很有可能就在海傍村內。
在海傍村對下，有一個小灘，灘內有兩塊一大一小相鄰的岩石突岀水面，石面頗為平整，是海傍村的孩子及年青人的跳水臺及釣魚臺，現在這小灘被「泳廬冬泳團」和「金鐘冬泳團」 （页面存档备份，存于）採用為自資興建和管理的泳棚。泳棚建了一伸延到海邊供泳客下水的木橋，不少攝影發燒友在這橋上影日落或拍婚紗照。這橋在海中的橋躉，正是當年海傍村孩子的大跳水石，泳屋名「泳廬」 （页面存档备份，存于），建在當年海傍村十八間的位置。
村中全是勞苦大衆，除了大部份於西環的魚欄，菜欄或工廠工作外，亦有在家中作小型工業如製煉花生油和製造打包用的鐵碼的，做小販的如賣生菓，賣雞，賣晨早白粥，賣午間糖水等，後來亦有大聖擘掛門的國術師傅，在村中惟一的石屋，設館授徒。早期村中孩子受教育的機會不多，有些在鐘聲慈善社的小學讀夜學，大部份都是小學畢業後就當童工幫補家計，到六零年尾，七零年初，社會生活程度，普遍提高，有些幸運的，可以上中學，但能完成中學的，為數仍然不多。然亦有例外的，村內有一家，有兩個孩子上了大學。
一九八三年颱風愛倫襲港，摩星嶺的另一條村發生嚴重的山泥傾瀉，一位消防隊長因為救人而失去了一條腿，他就是後來的傷健劍擊金牌運動員張偉良。那場災難之後，政府清拆了整個木屋區，海傍村就成了歴史。

## 環境
域多利道由堅尼地城近電車總站，在卑路乍街及加多近街交界開始，沿着海岸線，途經大口環，鋼線灣等地，直到近華富村的薄抉扶林道。在五零年代，在堅尼地城的起點，最著名的地標在左面是永別亭，右面是菜欄及魚蝦欄，永別亭相信是東華三院物業，是親友送葬，與死者道別的地方，沿着域多利道，有東華義庒及華人永遠墳塲。永別亭在五零年代尾拆卸，改建為唐樓，在街角的地舖，名亞洲士多，還有一間梁松記士多，在那年代，絕大部分西環尾及摩星嶺的居民，都曾光顧亞洲及梁松記士多。這裏就是堅尼地城電車終站，在電車終站傍就是菜欄及魚蝦欄，是港島蔬菜及魚蝦批發市場。向摩星嶺方向走不遠，左面是加惠民道，在兩路交界處，是八達中學，是西環尾唯一的中學，呂明才小學及及警察宿舍，在那年代還未在加惠民道岀現。
繼續向摩星嶺向走約一百公尺，右面靠海的有兩間朩廠，約在現時的賽馬會診所及聖路家堂對面，其中一間名叫茂盛朩廠，另一間名昌隆木廠，當時摩星嶺的木屋居民，到兩間朩廠買朩頭木尾，用作煮飯的柴。茂盛朩廠的隔鄰，是鐘聲慈善社游泳棚，在游泳棚的建築物內，曾經有一個戲棚，可上演粵劇，也是播放電映的地方，在當年是堅尼地城及摩星嶺區內唯一的電影院。游泳棚的對面是鐘聲慈善社小學，日間分上下午班，是收費學校，夜學是免費，造福西區的貧家子弟。鐘聲慈善社小學是香港白花油創辦人顏玉瑩籌款興建，故在校舍外牆，有「顏玉瑩樓」的提字。小學的左面是聖路家堂，是一基督教傳道所，右面是道慈佛社，香火倒很鼎盛。沿着域多利道再向上走，就是金銀貿易場泳棚，馬路的對面，是摩星嶺街坊福利會的會址。這裏就是域多利道的第一區，公民村在山邊，即馬路的左面，木屋在馬路的右面，即海邊。金銀貿易場泳棚在域多道的出口，有一粥檔，在馬路的對面，有一小咖啡檔，老板曾是補鞋匠，所以人人都稱「補鞋佬的咖啡檔」。金銀貿易場泳棚的右鄰，有一倉庫，名叫大東倉，裏面也住有不少人。在泳棚對開的海面，每年端年節，都有龍舟競渡。
再向上走就是二區、三區至五區，在六零年代中，政府進行擴闊域多利道的工程，那時域多利道多了很多築路工人，有一家姓郭的在三區後來的海傍村在域多利道的出口，每朝擺一小檔，賣白粥，油器（油炸鬼，牛脷酥等）及豬脹粉，當時的價錢是白粥五仙一碗，油炸鬼五仙一條，這小小的粥檔，為附近街坊及築路工人提供方便及廉價的早餐。  在五區的山邊有一區天主教的潔心修院，經常向附近的朩屋居民派發救濟奶粉、麥米粉、麺條和麵包，潔心修院後來曾發展為地區名幼稚園。在馬路的另一邊有膠鞋廠及染布廠，膠鞋廠名叫步安，提供不少工作職位。在五區有一條長長的斜路從馬路申延到海邊。這裏居住的人很有點隱士的味道。雖同是木屋，但建得較為精緻，門前種的花樹也特別美。有些屋子會在十月時懸掛青天白日旗。據知五零年代政府將住在一區、二區山邊的國民黨滞港軍人遷往九龍調景嶺，相信這些隱士可能是不願搬遷的人，在第五區另建居所，隱居起來。
在1960年代，當時每年的環島競步，必定路經域多利道，沿路有不少居民，觀看競步健兒的英姿，為健兒們喝啋打氣。